# Sphaerosyllis subterranea
Sphaerosyllis subterranea är en ringmaskart som beskrevs av Hartmann-Schröder 1965. Sphaerosyllis subterranea ingår i släktet Sphaerosyllis och familjen Syllidae. Inga underarter finns listade i Catalogue of Life.